# 仁科有理
仁科 有理（にしな ゆり、1959年12月2日 - ）は、日本の女優。元宝塚歌劇団月組・雪組娘役スター。
神奈川県横浜市出身。八雲高校出身。公称身長160cm。血液型はA型。宝塚歌劇団時代の愛称はニナちゃん。

## 来歴
1978年、64期生として宝塚歌劇団に入団。『祭りファンタジー／マイ・ラッキー・チャンス』で初舞台を踏んだ後、翌年、月組に配属。
1981年、宝塚バウホール公演『ディーン』で、ヒロイン役の一人のピア・アンジェリ役を演じた。
1985年3月、東京宝塚劇場公演『ガイズ&ドールズ』で同作の宝塚大劇場公演（1984年12月）限りで退団した女役条はるきが演じたアデレイド役を一期下の春風ひとみと交代で演じる。翌年、雪組へ組替え。
1987年、バウホール公演『誇りたかき愛の詩』でヒロイン。翌年の『風と共に去りぬ』ではメラニー役を演じる。
1989年、『ベルサイユのばら - アンドレとオスカル編 - 』ではマリー・アントワネットを務めた。
1990年、『黄昏色のハーフムーン／パラダイス・トロピカーナ』の東京公演千秋楽を最後に宝塚歌劇団を退団。その後は舞台を中心に女優として活躍。

## 宝塚歌劇団時代の主な舞台

### 月組時代
- 1980年1月、『アンジェリク』新人公演：ギャロンヌ／『仮面舞踏会』
- 1980年6月、『スリナガルの黒水仙』新人公演：パンジャブの太守夫人／『クラシカル・メニュー』
- 1981年1月、『ジャンピング!』／『新源氏物語』新人公演：女三の宮（本役：新千ひろ）
- 1981年2月、『ディーン』（バウ・東京特別）ビア・アンジェリ ＊バウホール初ヒロイン
- 1981年6月、『白鳥の道を越えて』新人公演：ガルボ（本役：条はるき）／『ザ・ビッグ・アップル』
- 1982年2月、『あしびきの山の雫に』山辺妃／『ジョリー・シャポー』
- 1982年3月、『永遠物語』（バウ）熊吉
- 1982年5月、『白鳥の道を越えて』ロドリーゴ／『ザ・ビッグ・アップル』（全国ツアー）
- 1982年8月、『シブーレット』（バウ）ゼノビー
- 1982年10月、『愛限りなく』／『情熱のバルセロナ』モニカ、新人公演：リンダ・メレンデス公爵夫人（本役：条はるき）
- 1983年3月、『春の踊り』／『ムーンライト・ロマンス』サリーナ[1]、新人公演：カトリーヌ・ホルム（本役：条はるき）
- 1983年6月、『恋と十手と千両箱』（バウ）美津
- 1983年11月、『翔んでアラビアン・ナイト』新人公演：グレナーレ（本役：条はるき）、ラーベ（本役：木花咲耶）[2]／『ハート・ジャック』
- 1984年1月、『夜霧のモンパルナス』（バウ）ベアトリス
- 1984年5月、『沈丁花の花道』小せん／『ザ・レビューII』
- 1984年9月、『南太平洋』（バウ・東京特別・名古屋特別）リアット
- 1984年11月、『ガイズ&ドールズ』ミミ（大劇）、アデレイド（東宝）[1]
- 1985年1月、『愛…ただ愛』（バウ）モモーヌ
- 1985年5月、『二都物語』マドレーヌ／『ヒート・ウェーブ』
- 1985年11月、『ときめきの花の伝説』ミランダ／『ザ・スィング』
- 1986年5月、『百花扇 -夏の抒情詩-』／『哀愁 -愛の追想-』グレイス

### 雪組時代
- 1986年8月、『三つのワルツ』ドド、マリエッタ、マルタ
- 1986年10月、『恋のチェッカーフラッグ』（バウ）パメラ・マグロウ
- 1987年2月、『誇りたかき愛の詩』（バウ）ジュヌヴィエーヴ　＊バウホールヒロイン
- 1987年3月、『宝塚をどり讃歌』／『サマルカンドの赤いばら』アニース
- 1987年6月、『第3回バウコンサート ソング・フォー・ユー』（バウ）
- 1987年9月、『梨花 王城に舞う』麗妃／『ザ・レビュースコープ』
- 1988年1月、『風と共に去りぬ』メラニー・ハミルトン
- 1988年7月、『たまゆらの記』橘三千代／『ダイナモ!』
- 1988年9月、『大江山花伝』胡蝶／『ザ・レビュースコープ』（全国ツアー）
- 1988年12月、『ツーロンの薔薇』（バウ・東京特別・名古屋特別）マリアンヌ・バルビエリ　＊バウホールヒロイン
- 1989年2月、『ムッシュ・ド・巴里』マーガレット・ド・ランカスター王妃／『ラ・パッション!』
- 1989年7月、『たまゆらの記』橘三千代／『ダイナモ!』（全国ツアー）
- 1989年8月、『ベルサイユのばら - アンドレとオスカル編- 』マリー・アントワネット
- 1989年9月、『おもかげ草紙』（東京特別）お紺
- 1990年1月、『天守に花匂い立つ』小梅／『ブライト・ディライト・タイム』
- 1990年6月、『黄昏色のハーフムーン』スザンヌ／『パラダイス・トロピカーナ』 ＊退団公演
- 1990年8月、『微笑みをもう一度』（バウ）

## 宝塚歌劇団退団後の主な舞台
- 『仮名手本忠臣蔵』（1991年12月、帝国劇場）
- ミュージカル 『美少女戦士セーラームーン』 （1993年7月 - 1994年1月・1997年7月 - 1998年9月、サンシャイン劇場 他）-　クインベリル 役
- いずみ‼︎（1994年5月、シアターVアカサカ） - 和泉式部
- シェルブールの雨傘（1996年6月、銀座博品館劇場）
- 光・夢・ing ダンシングレディ（1999年7月、博品館劇場）
- ミュージカル 『白蛇伝 〜White Lovers〜』  （2006年11月、ル・テアトル銀座）-  胡媚／那妓 役

## 著書
- 元タカラジェンヌが教える 自分らしく輝く51の言葉（幻冬舎、2017年）ISBN 9784344914575